# Maria Tereza de Bragança
Maria Tereza de Bragança (24 august 1855 – 12 februarie 1944) a fost infantă a Portugaliei, membră a Casei de Bragança. Prin căsătorie a devenit Arhiducesă de Austria și cumnata împăratului Franz Joseph I al Austriei.

## Biografie

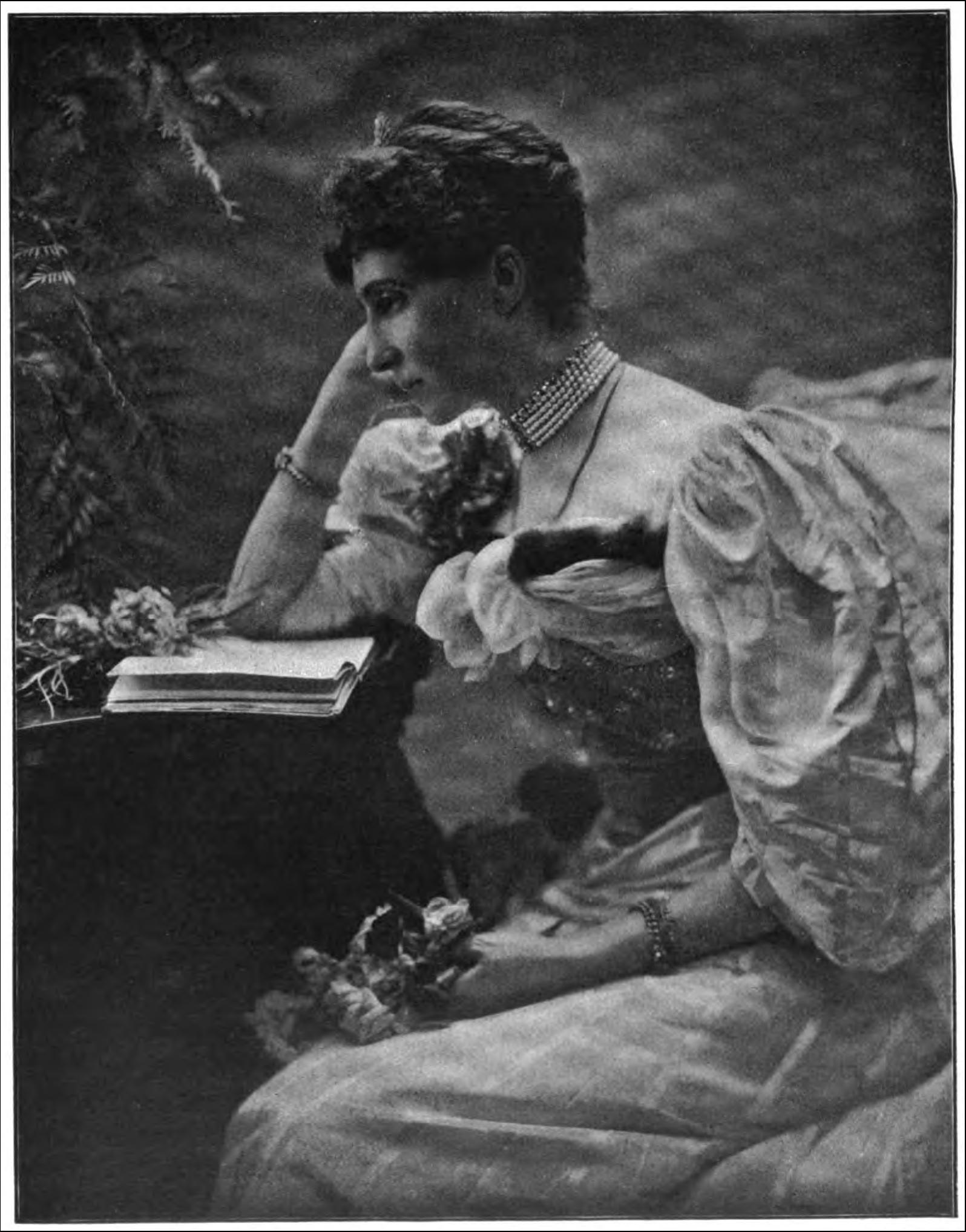
Maria Tereza la Londra, 1897

Maria Tereza s-a născut la Kleinheubach, regatul Bavariei ca a doua fiică a regelui detronat Miguel I al Portugaliei și a Adelaide de Löwenstein-Wertheim-Rosenberg.  Tatăl ei a devenit rege al Portugaliei în 1828 după ce și-a detronat nepoata, regina Maria a II-a a Portugaliei. El a domnit până în 1834 când domnia Mariei a II-a a fost restaurată iar Miguel a fost obligat să plece în exil.
Descrisă ca fiind una dintre cele mai frumose femei din Europa, Maria Tereza s-a căsătorit ca a treia soție a Arhiducelui Carol Ludovic al Austriei, fratele mai mic al împăratului Franz Joseph I al Austriei. Ceremonia a avut loc la 23 iulie 1873 la Kleinheubach.
Cuplul a avut două fiice: arhiducesa Maria Annunziata de Austria (1876–1961) și arhiducesa Elisabeta Amalie de Austria (1878–1960), însă mariajul a fost unul nefericit din cauza agresiunii soțului ei. În plus față de fiicele lor, ea a devenit mamă vitregă pentru copii soțului ei cu a doua soție: Arhiducele Franz Ferdinand de Austria, Arhiducele Otto Francis de Austria, Arhiducele Ferdinand Karl de Austria și Arhiducesa Margarete Sophie de Austria.
Maria Tereza a reușit să obțină o influență considerabilă la curtea austriacă atunci când împărăteasa Elisabeta s-a retras de pe scena socială din Viena, după moartea misterioasă a unicului ei fiu, Rudolf, Prinț Moștenitor al Austriei, în ianuarie 1889. Maria Tereza a efectuat onorurile la palatul imperial Hofburg pentru împărăteasă alături de împărat până la moartea soțului ei în 1896 când eticheta de la curte spunea că trebuie să se retragă.

### Văduvă

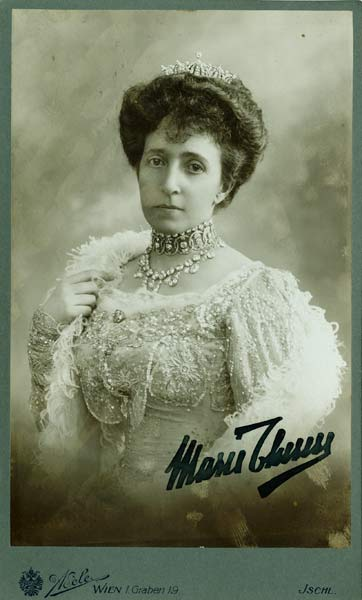
Maria Tereza, c. 1905

Ea a rămas o figură influentă în spatele scenei de la curte după moartea soțului ei; s-a zvonit că urma să se căsătorească cu comandantul casei ei, contele Cavriani, însă nimeni nu a îndrăznit să spună un cuvânt împotriva ei. În final, zvonurile s-au dovedit a fi false. În timpul văduviei, ea și-a petrecut lunile de iarnă la Viena și lunile de vară la castelul Reichstadt din Boemia.
Ea l-a încurajat și l-a susținut pe fiul ei vitreg Franz Ferdinand în hotărârea sa de a se căsători cu contesa  Sophie Chotek împotriva dorinței familiei. Maria Tereza a călătorit la o mănăstire din Praga pentru a se spovedi, a luat-o pe Sophie în casa ei și chiar a pledat în numele Sofiei în fața împăratului Franz Joseph. În cele din urmă, după ce li s-a permis căsătoria, Maria Tereza a făcut toate aranjamentele pentru nuntă, insistând că aceasta va avea loc la capela sa privată.
A rămas apropiată de Franz Ferdinand și Sophie până la asasinarea de la Sarajevo la 28 iunie 1914. Ea a fost cea care a dat vestea morții cuplului copiilor lor, Sophie, Maximilian și Ernst. De asemenea, ea a reușit să asigure securitate financiară copiilor după ce a spus împăratului că dacă el nu le acordă un venit anual, ea va ceda indemnizația pe care ea o primea ca văduvă a fratelui împăratului în favoarea copiilor. (Majoritatea bunurilor lui Franz Ferdinand s-au dus la nepotul lui, Arhiducele Carol).
La 21 noiembrie 1916, cumnatul ei, împăratul Franz Joseph, a murit și Arhiducele Carol a devenit noul împărat al Austriei și rege al Ungariei. El va domni până în noiembrie 1918 când imperiul austro-ungar se va prăbuși în urma înfrângerii în Primul Război Mondial. După abdicarea lui, Maria Tereza i-a însoțit pe Carol și pe Zita în exil la Madeira însă în cele din urmă s-a întors la Viena unde și-a ăetrecut restul vieții.
Maria Tereza a murit la Viena în timpul celui de-Al Doilea Război Mondial la vârsta de 88 de ani. I-a supraviețuit soțului ei 48 de ani.